# Alliance, Ohio
Alliance är en ort i Stark County i delstaten Ohio, USA.